# Max Liebermann
  Max Liebermann    (Berlín, 20 de juliol de 1847 - Berlín, 8 de febrer de 1935) fou un pintor alemany d'origen jueu. Va ser un dels representants de l'Impressionisme a Alemanya i va liderar la pintura d'aquest país durant més de 30 anys.
Fill d'una família de negociants de Berlín, va estudiar lleis i filosofia però després es va decidir a estudiar pintura (a París i als Països Baixos). Va passar per Barbizon, on va absorbir influències del Realisme i de l'Impressionisme; va col·leccionar pintures d'importants mestres de l'època.
També va viatjar als Països Baixos, on va estudiar als vells mestres com Rembrandt, Frans Hals i Adriaen van Ostade. Els paisatges pintorescs i escenes camperoles, inspirades a Holanda, són les manifestacions més representatives d'aquest pintor: Dones plomant oques (1873).
Inicialment el seu realisme peca d'un toc excessivament sentimental. Ja a la fi de segle, Liebermann adopta trets del Modernisme. Davant la irrupció de l'Expressionisme de Ernst Ludwig Kirchner i altres autors de l'època, Liebermann es mostra poc inclinat.
Cap a 1920 va ser president de l'Acadèmia Prussiana de les arts, càrrec al qual va renunciar el 1932 a causa de la discriminació que existia cap als pintors jueus.
El règim de Hitler el va incloure en les llistes d'art degenerat, considerat perniciós i que va ser purgat dels museus públics alemanys.
Era cosí germà d'Emil Rathenau, fundador de l'Allgemeine Elektrizitäts Gesellschaf (AEG).